# Çavuşlu (Midyat)
Çavuşlu ist eine Kleinstadt im Landkreis Midyat der türkischen Provinz Mardin. Çavuşlu liegt etwa 55 km nordöstlich der Provinzhauptstadt Mardin und 17 km nordwestlich von Midyat. Çavuşlu hatte laut der letzten Volkszählung 5.188 Einwohner (Stand Ende Dezember 2009).